# Montreuil-sur-Brêche
Montreuil-sur-Brêche é uma comuna francesa na região administrativa de Altos da França, no departamento de Oise. Estende-se por uma área de 10,53 km². Em 2010 a comuna tinha 499 habitantes (densidade: 47,4 hab./km²).